# Edin Bahtić
Edin Bahtić (* 1. Mai 1956 in Sarajevo) ist ein ehemaliger bosnisch-jugoslawischer Fußballspieler.

## Sportlicher Werdegang
Bahtić entstammt der Jugend des FK Željezničar Sarajevo, schaffte aber zunächst nicht den Sprung in die Wettkampfmannschaft. Über den FK Bosna Sarajevo empfahl der Mittelfeldspieler sich jedoch für eine Rückkehr und schloss sich 1978 erneut dem von Ivica Osim trainierten FK Željezničar Sarajevo an. Mit dem Klub platzierte er sich in den folgenden Jahren vornehmlich im mittleren Tabellenbereich. Im jugoslawischen Pokalwettbewerb erreichte er mit dem Klub bei der Austragung 1980/81 erreichte er mit der Mannschaft das Finalspiel, das trotz zweier Tore von Mittelfeldnebenmann und Mannschaftskapitän Mehmed Baždarević mit einer 2:3-Niederlage gegen Velež Mostar endete. Besonders torgefährlich war Bahtić in der Spielzeit 1981/82, als er mit 17 Saisontreffern hinter dem zwei Tore mehr erzielenden Snješko Cerin von Dinamo Zagreb Zweiter der Torschützenliste wurde und den Klub auf den fünften Rang im Endklassement führte. In der Spielzeit 1983/84 stand er mit der Mannschaft lange Zeit im Meisterschaftskampf, letztlich belegte sie mit zwei Punkten Rückstand auf Meister Roter Stern Belgrad punktgleich mit Partizan Belgrad und NK Rijeka den dritten Platz und qualifizierte sich somit für den Europapokal. Im UEFA-Pokal 1984/85 gelang der Halbfinaleinzug, nach einer 1:3-Hinspielniederlage reichte ein 2:1-Rückspielerfolg gegen Videoton SC nicht zum Finaleinzug. Bis dato hatte Bahtić sieben Wettbewerbstreffer erzielt, gemeinsam mit József Szabó vom Videoton SC wurde er damit Torschützenkönig des Wettbewerbs. Parallel spielte er sich in den Kreis der jugoslawischen Nationalmannschaft, für die er nach seinem Debüt im September 1984 gegen Schottland noch ein weiteres Länderspiel bestritt.
1985 wechselte Bahtić zum griechischen Klub Aris Saloniki. Hier spielte er zwei Jahre und kehrte anschließend erneut zum FK Željezničar Sarajevo zurück. Nach zwei Spielzeiten im Abstiegskampf beendete er im Sommer 1989 seine aktive Laufbahn.